# Gruby i chudszy 2: Rodzina Klumpów
Gruby i chudszy 2: Rodzina Klumpów (ang. Nutty Professor II: The Klumps) – amerykańska komedia z 2000 roku w reżyserii Petera Segala. Kontynuacja filmu Gruby i chudszy z 1996 roku.

## Opis fabuły
Korpulentny, bardzo nieśmiały profesor Sherman Klump (Eddie Murphy) postanawia się ustatkować i założyć rodzinę. Wybranką jego serca jest koleżanka z pracy, Denise Gaines (Janet Jackson). Jednak planom Shermana zagraża jego nawracające alter ego – Buddy Love. Zdesperowany naukowiec postanawia raz na zawsze rozprawić się ze złą stroną swojej osobowości. Wykorzystując przełomowe badania Denise nad DNA, ma zamiar pozbyć się kodu genetycznego Buddy'ego ze swojego organizmu.

## Obsada
- Eddie Murphy – Sherman Klump/Buddy Love
- Janet Jackson – Denise Gaines
- Larry Miller – Dean Richmond
- John Ales – Jason
- Richard Gant – Ojciec Denise
- Anna Maria Horsford – Matka Denise
- Melinda McGraw – Leanne Guilford
- Jamal Mixon – Ernie Klump Jr.